# Harold Lloyd
Harold Clayton Lloyd (Burchard, Nebraska, 1893. április 20. –  Beverly Hills, Kalifornia, 1971. március 8.) amerikai színész, komikus és producer. 
1913 és 1947 között 200 filmben játszott. Charlie Chaplin és Buster Keaton mellett Lloyd a némafilm három nagy humoristájának egyike, szemüveges karaktere tette híressé. Alapító tagja volt a Filmművészeti és Filmtudományi Akadémiának (Academy of Motion Picture Arts and Sciences). 1953-ban megkapta a tiszteletbeli Oscar életműdíjat is.

## Fiatalkora
Harold Lloyd egy Burchard nevű kis faluban született. Szülei: James Darsie Lloyd (1864–1947) és Elizabeth Fraser Lloyd (1868–1941) voltak. Volt egy öccse, Gaylord Lloyd (1888-1943), aki később több filmjében is játszott.
A fiatal Harold Denver és San Diego iskoláiba járt és a School of Dramatic Artban, San Diegóban kapott kiegészítő oktatást. Családja gyakran költözött. Kezdetben Lloyd munkát keresve gyakran szegődött képzetlen munkaerőként pénzszerzés céljából vándorló színházi csoportokhoz.

## Pályafutása

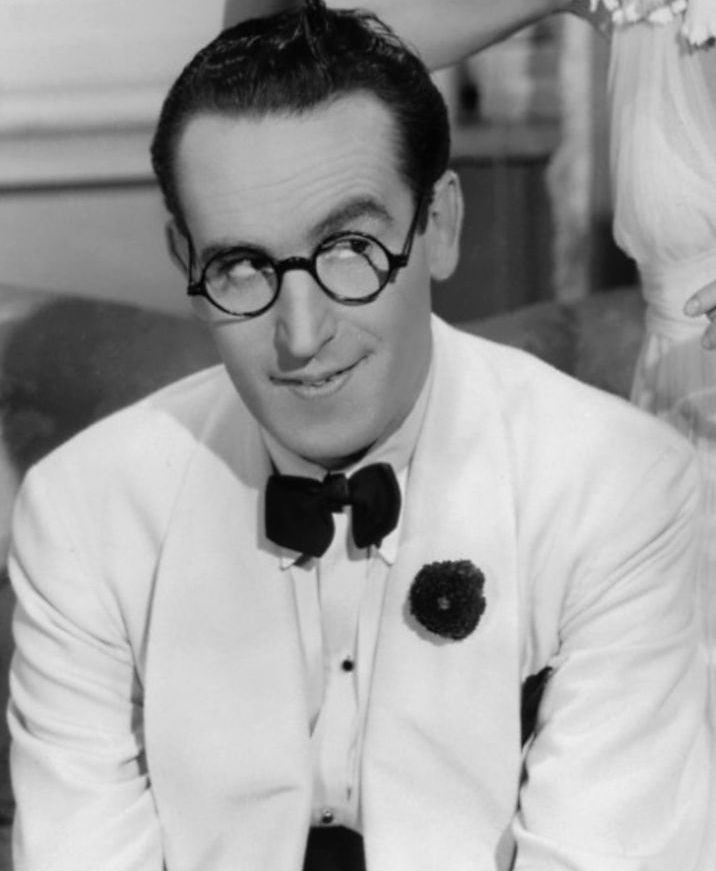
Harold Lloyd a Milky Way c. filmben

Lloyd igazi karrierje 1913-ban kezdődött az Edison filmes cégnél, és egy kicsit később az Universal Studiosnál, ahol találkozott Hal Roachcsal. 1914-ben ez lett a társalapítója. A Rolin cég rövid vígjátékokra specializálódott.
Lloyd és Roach útjai 1924-ben elváltak, Lloyd függetlenítette magát. Megalakította saját független filmgyártó cégét, a Harold Lloyd Film Corporationt, az ő filmjeit forgalmazta Pathé és később a Paramount és a 20th Century Fox. Lloyd alapító tagja volt a Motion Picture Arts and Sciencesnek.
Ez időből való filmjei közé tartozott a The Kid Brother, és Speedy, az utolsó néma film is. Filmjei rendkívül sikeresek és nyereségesek voltak; az időben az egyik leggazdagabb és legbefolyásosabb rendező és színész volt Hollywoodban.

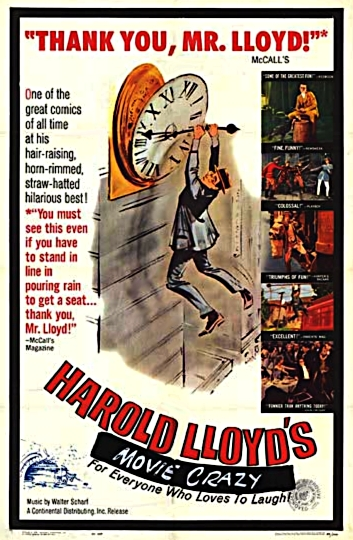
Plakát 1967-ből

Harold Lloyd 77 éves korában 1971 március 8-án halt meg prosztatarákban. Kaliforniában a Forest Lawn Memorial Park Glendale temetőben nyugszik.

## Fontosabb szerepei

### Korai művei (válogatás)
- 1914: The Patchwork Girl of Oz
- 1915: Just Nuts
- 1915: Love, Loot and Crash
- 1915: Miss Fatty’s Seaside Lovers
- 1915: Court House Crooks
- 1915: Giving Them Fits
- 1916: Luke’s Movie Muddle

### Szemüveges korszaka (válogatás)
10-15 percesek:
- 1917: Over the Fence
- 1917: Bliss
- 1917: All Aboard
- 1918: Hey There!
- 1918: Are Crooks Dishonest?
- 1918: Why Pick on Me?
- 1918: Take a Chance
- 1919: Going! Going! Gone!
- 1919: Ask Father
- 1919: Look Out Below

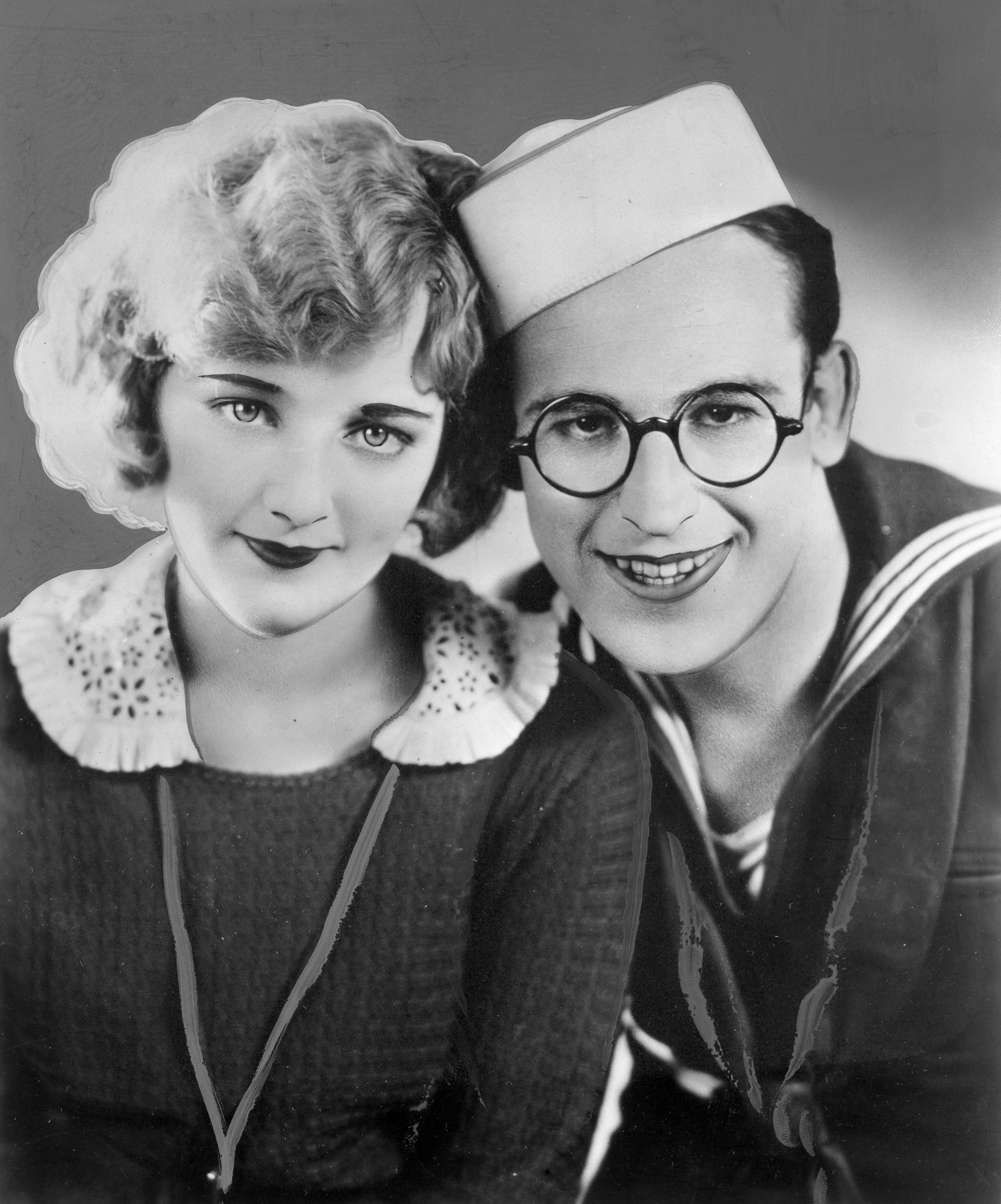
Mildred Davis (1921)

- 1919: Frühlingsgefühle (Spring Fever)
- 1919: Billy Blazes, Esq.
- 1919: Just Neighbors
- 1919: A Jazzed Honeymoon
- 1919: Count Your Change
- 1919: Pay Your Dues

### Két- és háromfelvonásos játékfilmek (20-40 perces)
- 1919: Bumping Into Broadway
- 1919: Captain Kidd’s Kids
- 1919: From Hand to Mouth
- 1920: His Royal Slyness
- 1920: Haunted Spooks
- High and Dizzy
- 1920: Get Out and Get Under
- 1920: Number, Please?
- 1921: Now or Never

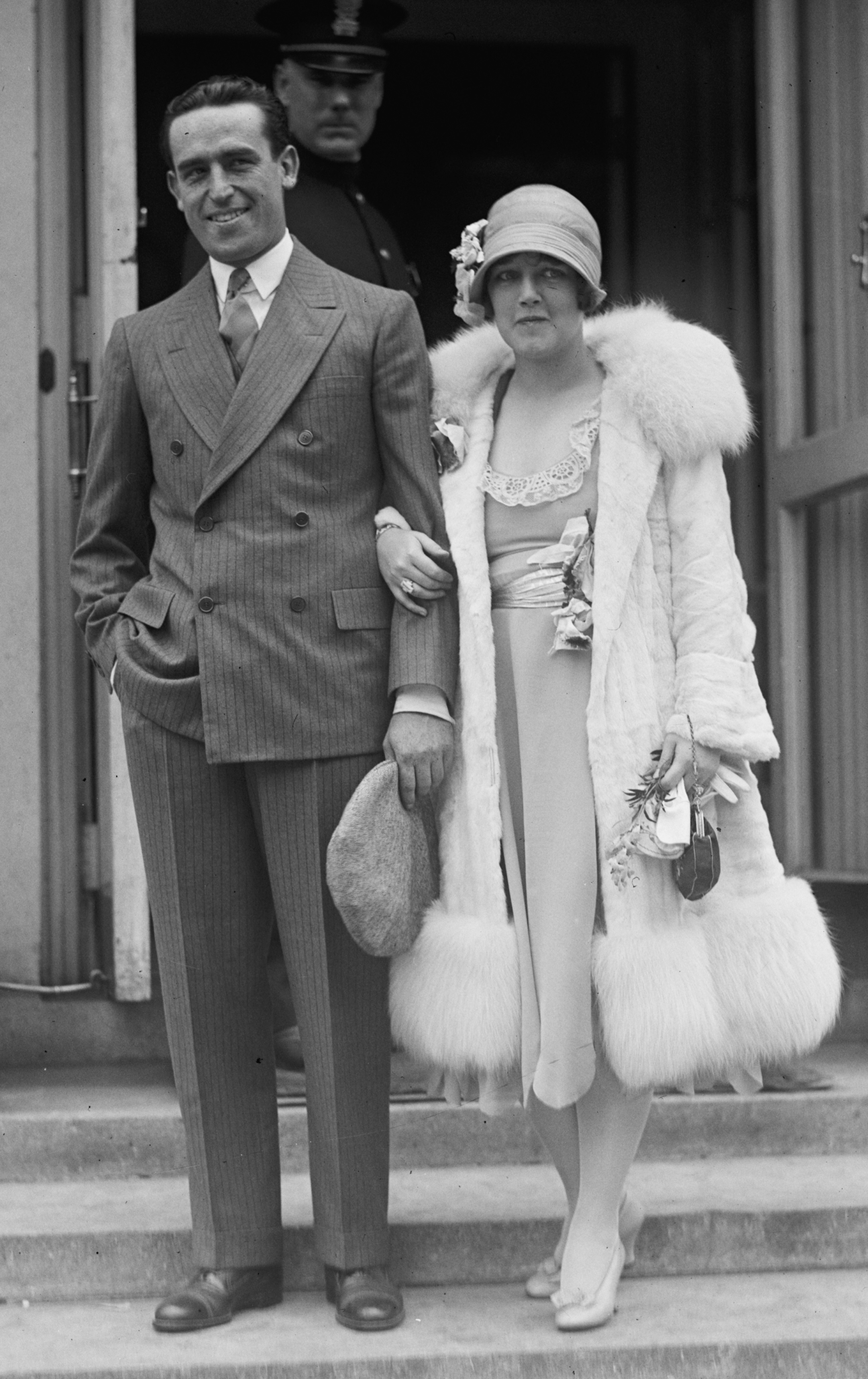
Harold Lloyd 1925-ben

- 1921: High Society (Among Those Present)
- 1921: Never Weaken
- 1921: I Do

### Játékfilmek
- 1921: A Sailor-Made Man
- 1922: Grandma’s Boy
- 1922: Dr. Jack
- 1923: Felhőkarcoló szerelem
- 1923: Why Worry?
- 1924: Girl Shy
- 1924: Hot Water (Producere is)
- 1925: The Freshman (Producere is)
- 1926: For Heaven’s Sake (Producere is)
- 1927: The Kid Brother (Producere is)
- 1928: Speedy (Producere is)

### Hangosfilmek

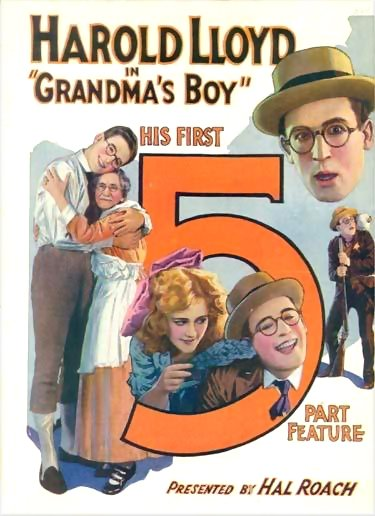
A Grandmasboy plakátja 1925-ben

- 1929: Welcome Danger (Producere is)
- 1930: Feet First (Producere is)
- 1932: Movie Crazy (Producere is)
- 1934: The Cat’s Paw (Producere is)
- 1936: The Milky Way (Producere is)
- 1938: Professor Beware (Producere is)
- 1947/50: The Sin of Harold Diddlebock / Mad Wednesday)

### Filmösszeállítások
- 1962 Harold Lloyd World of Comedy (producer is)
- 1963: A Funny Side of Life (producer is)